# Reserva ecológica G. Oscar Villeneuve
La Reserva ecológica G. Oscar Villeneuve (en francés: Réserve écologique G.-Oscar-Villeneuve) es un espacio protegido en la provincia de Quebec, al este de Canadá. Se estableció el 21 de junio de 1989 y está situada cerca de Saint-Fulgence y Sainte-Rose-du-Nord, al norte del río Saguenay, al noreste de la sección de La Baie de Saguenay. Posee una superficie de 5,67 kilómetros cuadrados.
El nombre de la reserva es un homenaje a Georges Oscar Villeneuve (1914-1982), uno de los primeros y más importantes meteorólogos en Quebec.